# Canscora
Canscora é um género botânico pertencente à família Gentianaceae.